# Dreezy
Dreezy, pseudonimo di Seandrea Sledge (Chicago, 28 marzo 1994), è una rapper e cantante statunitense.

## Biografia
Durante la sua infanzia, Sledge si è trasferita con la sua famiglia in diverse zone della città di Chicago. Per sfuggire ai problemi adolescenziali si è appassionata alle belle arti, oltre che allo scatto, alla scrittura di poesie e infine al canto all'età di 10 anni. Già qualche anno dopo aveva deciso di voler diventare rapper.
Proprio quando stava dedicando più tempo al rap è diventata amica di Sasha Go Hard, apparendo nel 2012 nella sua canzone I Ain't No Hitta. Ha successivamente pubblicato un brano con Lil Durk, intotoato Ghost, seguito da un mixtape collaborativo con il collega Mikey Dollaz, Business N Pleasure. Nel febbraio 2014 ha pubblicato il suo primo mixtape solista, Schizo su etichetta AOE Music.
Nell'aprile 2014 ha pubblicato un remix della canzone Chiraq ricevendo una maggiore attenzione generale, grazie anche a paragoni con Nicki Minaj, interprete originale del brano. Nello stesso anno è stata definita "Princess of Chicago Rap" dalla rivista Vice. Nel dicembre 2014 ha firmato un contratto discografico con la Interscope Records.  Nel corso del 2015 ha pubblicato due EP: a luglio Call It What You Want e a dicembre From Now On. Il suo album di debutto, No Hard Feelings, è stato reso disponibile il 15 luglio 2016, anticipato dal singolo certificato platino in patria Body in collaborazione con Jeremih. Nel 2019 è stato pubblicato il mixtape Big Dreez.

## Discografia

### Album in studio
- 2019 – No Hard Feelings

### Extended play
- 2017 - Call It What You Want
- 2017 - From Now On

### Mixtape
- 2012 – The Illustration
- 2013 – Business N Pleasure
- 2013 – D.S.M (Schizo Pre-tape)
- 2014 – Schizo
- 2019 – Big Dreez

### Singoli

#### Come artista principale
- 2012 – Ghost
- 2013 – I Love That Bitch
- 2014 – Zero
- 2014 – No Good
- 2015 – Serena
- 2016 – Body
- 2016 – We Gon Ride
- 2016 – Close to You
- 2016 – Spazz
- 2016 – Wasted
- 2017 – F.D.N
- 2017 – Spar
- 2017 – Can't Trust a Soul
- 2018 – 2nd to None
- 2018 – Where Them $ @
- 2018 – Chanel Slides
- 2019 – RIP Aretha

#### Come artista ospite
- 2016 – Mean What I Mean (con AlunaGeorge, e Leikeli47)
- 2016 – Got Me F*cked Up (con Keke Palmer)
- 2018 – Come With Me (con YFN Lucci)
- 2018 – Actin' Different (con Derez De'Shon)
- 2019 - Got Me (con Dreamville, Ari Lennox, Omen, Ty Dolla $ign)